# Kloster Boudelo

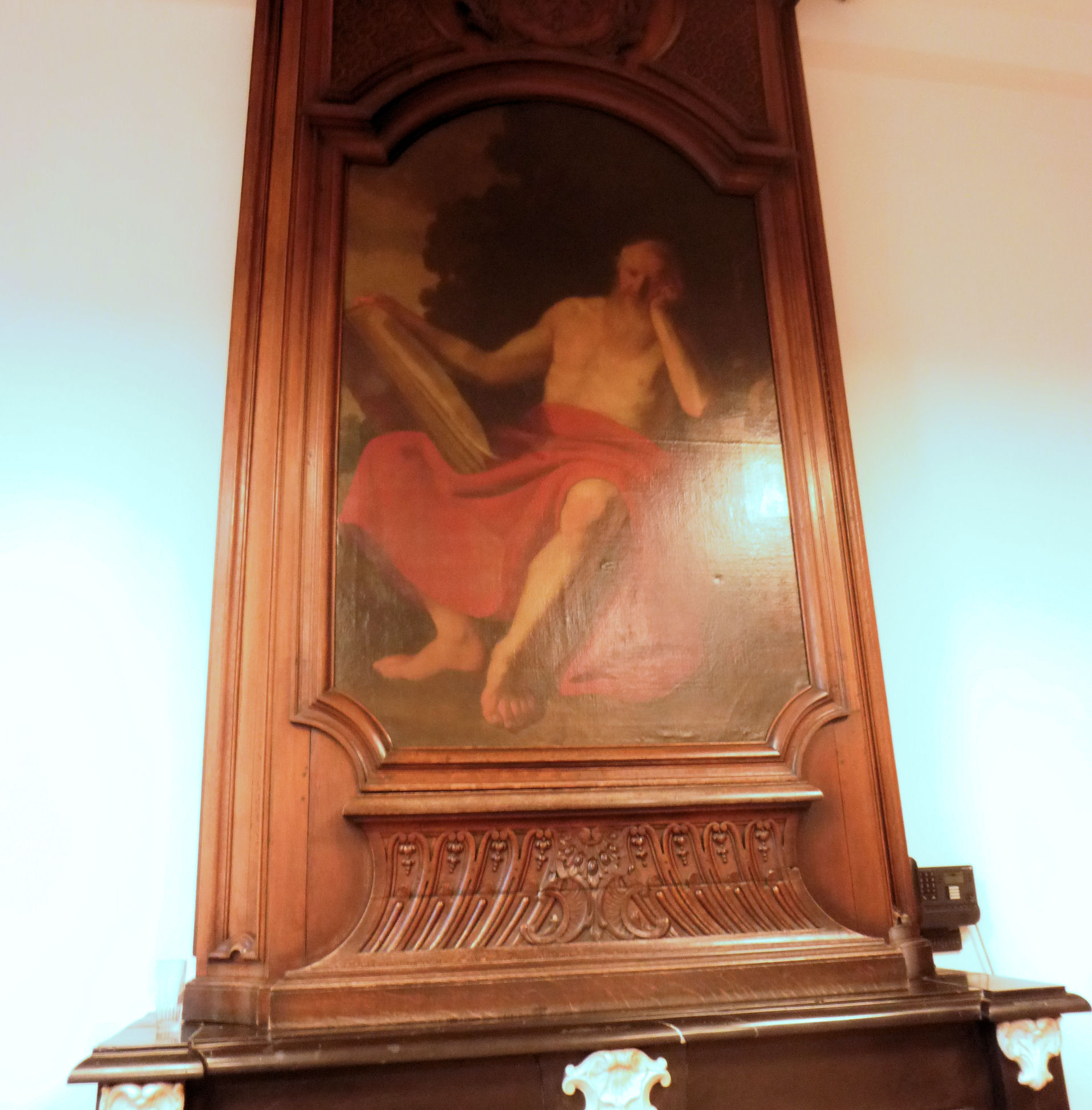
Innenraum des ehemaligen Abtshauses, ca. 1750

Kloster Boudelo (Baudeloo, abgeleitet von Balduins Lohe) ist eine ehemalige Zisterziensermönchsabtei in Belgien. Es liegt in Stekene zwischen Antwerpen und Gent im Ortsteil Klein-Sinaai in der Provinz Ostflandern.

## Geschichte
Im Jahr 1197 zog sich der Benediktinermönch Balduin van Boekel aus der Abtei St. Peter in Gent in eine Klause in Boudelo zurück, das in der Nähe des wichtigen Wegs von Gent nach Antwerpen liegt. Um ihn bildete sich schnell eine Gruppe von Mönchen. Im Jahr 1200 stellte Graf Balduin IX. eine Urkunde aus, die das Kloster im Besitz einer Mühle und von Ackerland bestätigte und es von Zehntabgaben freistellte. 1203 bestätigte der Bischof von Tournai das Kloster und noch im selben Jahr stellte es Papst Innozenz III. unter seinen Schutz. Das bald darauf zur Abtei erhobene Kloster schloss sich im Jahr 1215 dem Zisterzienserorden an und wurde bald Kloster Cambron, einem Tochterkloster der Primarabtei Clairvaux, unterstellt. 
Der wirtschaftlich schlechte Zustand des Klosters verbesserte sich erst gegen Ende des 13. Jahrhunderts. Das Kloster war in der Einpolderung der Gebiete um die Schelde tätig. 1381, 1382 und 1452 wurde die Abtei, die auf der Seite der Grafen von Flandern stand, durch die Stadt Gent verwüstet, aber 1460 renoviert. Im 16. Jahrhundert litt die Abtei finanziell unter dem Vordringen des Meers und unter Schwierigkeiten beim Eintreiben von Schulden, die erst durch ein Eingreifen Philipps des Schönen gelöst wurden. 1570 schlug der Blitz in das Kloster ein. 
1578 vertrieben Genter Calvinisten die Mönche aus dem Kloster, die Klostergebäude wurden verkauft und teilweise abgebrochen, während die Mönche zunächst in Köln Zuflucht suchten und sich 1584, nachdem Gent von den Calvinisten zurückgewonnen worden war, im dortigen Klosterhof (ein zweiter lag in Hulst) bei der St.-Jakobs-Kirche niederließen. Das Kloster in Klein-Sinaai wurde als Bauhof weitergenutzt. Die 1602 als Kloster anerkannte Niederlassung in Gent wurde zunehmend reicher. Bis 1616 wurde die Klosterkirche fertiggestellt, weitere Klostergebäude folgten. Im 17. und 18. Jahrhundert wurde das Kloster weiter ausgebaut. In der Nähe der früheren Abtei wurde 1660 der Boudelohof errichtet. 
Nach der Eroberung der österreichischen Niederlande erlegte Frankreich 1795 dem Kloster eine Kontribution von 800.000 Pfund auf. Nachdem es eine zweite Kontribution nicht aufbringen konnte, wurde es beschlagnahmt. Im Jahr 1797 musste der Konvent das Kloster verlassen, die Kirche wurde zunächst als „Tempel der Rede“ und als Theater genutzt, die Klostergebäude als Bibliothek des Schelde-Departements und als Schule; ein Teil der Klostergebäude wurde abgebrochen.